# Clathria rarispinosa
Clathria rarispinosa är en svampdjursart som först beskrevs av George John Hechtel 1965.  Clathria rarispinosa ingår i släktet Clathria och familjen Microcionidae. Inga underarter finns listade i Catalogue of Life.